# Xuexi Qiangguo
 (octobre 2019).
Xuexi Qiangguo (en chinois 学习强国, littéralement « étudier et renforcer la nation » ou « étudier la nation puissante ») est une application chinoise principalement conçue pour enseigner la pensée de Xi Jinping. Elle est développée par le groupe Alibaba. En octobre 2019, l'application comptait plus de 100 millions d'utilisateurs actifs et constitue désormais l'élément le plus téléchargé sur l'App Store national d'Apple, dépassant les applications de médias sociaux telles que WeChat et TikTok - connues respectivement en tant que Weixin et Douyin, en Chine continentale,. 

## Contenu
En plus d'offrir des cours idéologiques, il permet de chatter avec des amis par vidéo, d'envoyer des messages qui sont supprimés après avoir été lu, de créer un calendrier personnel, de s'informer par le biais des médias d'Etat ou de regarder des séries télévisées sur l'histoire du Parti communiste chinois. L'application comporte également une section sur les pensées et la vie de Xi Jinping et des quiz hebdomadaires sur sa vie et le Parti Communiste Chinois permettant de gagner des points. L'utilisation de chacune de ces sections peut fournir à l'utilisateur des "points d'étude" . En avril 2019, ce service comptait plus de 100 millions d'utilisateurs actifs selon les médias officiels chinois. 
Une fois l'application téléchargée, elle obtient l'accès au numéro de carte d'identité, au vrai nom, aux «données biologiques» tirées du bilan de santé annuel, à l'historique des achats, au numéro de téléphone, aux données de localisation et au contenu supprimé. L'application est fortement encouragée par les institutions gouvernementales et les membres du parti communiste sont encouragés à télécharger l'application afin de "renforcer le pays". L'application est également incluse dans certains programmes universitaires. Les écoles incitent ses étudiants à apprendre de l'application, les employeurs remettent des certificats aux "apprenants vedettes", certains obligeant même leurs employés à poster une capture d'écran quotidienne avec leur score sur l'application.  